# Giancarlo Antognoni
Giancarlo Antognoni, (Marsciano l'1 d'abril de 1954) és un exfutbolista italià, que va jugar com a migcampista.